# Somfy

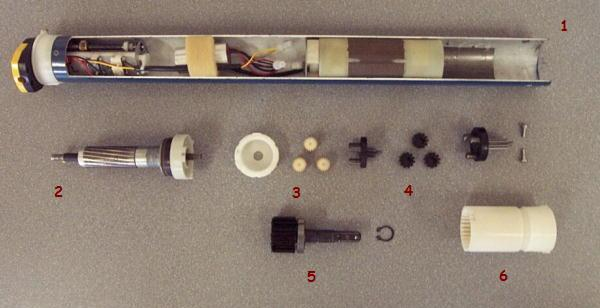
Componenti di un prodotto Somfy

Somfy è un gruppo industriale francese fondato nel 1969. Storicamente stabilito a Cluses in Alta Savoia, è attivo nell'ambito dei sistemi di motorizzazione e automatizzazione di accessi a abitazioni, edifici e sistemi di allarme. La famiglia Despature è il principale proprietario di Somfy. Somfy è un acronimo che sta per Société d’Outillage et Mécanique du FacugnY (in italiano: Società di ingegneria e meccanica del FacugnY).

## Storia
Nel 1960 Louis Carpano e Charles Pons fondano la società di meccanica, micromeccanica e tornitura di precisione Carpano & Pons a Cluses ai piedi del Monte Bianco in Alta Savoia. Carpano & Pons è una delle aziende più dinamiche della Valle dell'Arve in una regione rinomata in questa zona per la produzione di pezzi per orologi svizzeri. A seguito di una riorganizzazione di Carpano & Pons, viene creata una filiale del gruppo: la società di ingegneria e meccanica di Faucigny (Somfy) (1960).
Nel 1969 il gruppo crea una filiale tedesca e svedese di motorizzazione di tende da sole e persiane per uno sviluppo dell'azienda a livello internazionale. Nel 1975 viene aperta una filiale Somfy francese.
Nel 1984, Somfy viene acquisita dalla Famiglia Despature, che controllava già Damart e che cercava una diversificazione per i prodotti della stagione estiva. Nel 1990, Somfy riscatta la società Simu, suo primo competitor francese, per indirizzarsi verso applicazioni più industriali ed evitare così l’acquisizione da parte di una società giapponese. Nel 2002 Somfy viene quotata nella Borsa di Parigi in modo indipendente rispetto Damart. Nel 2005 fattura 590 milioni di euro di fatturato, presente in 43 paesi dei 5 continenti e con un organico di più di 3200 dipendenti per 45 filiali e 4 fabbriche.
Nel gennaio 2008, Somfy acquisisce la società Zurfluh-Feller (400 dipendenti), specialisti nelle componenti e accessori per tapparelle fondata nel 1920 con sede a Autechaux-Roide nella regione di Doubs. Il 18 gennaio, Somfy dichiara l’acquisizione al 25,88% della società Agta Record, specializzata nella fabbricazione di porte automatiche. Nell’ottobre 2008, acquisisce l’89% della società Sirem (170 dipendenti e fatturato annuo di 26,4 milioni di Euro), specialista di motoriduttori e pompe a comando elettronico, con sede a Saint-Maurice-de-Beynost nella regione dell’Ain. Nel 2012 il fatturato di Somfy raggiunge la cifra di 989,6 milioni di euro ed è presente in 60 paesi nei 5 continenti, con un organico di 7600 impiegati in 76 filiali e 7 fabbriche. Nel 2015 il giro d’affari di Somfy supera il miliardo di euro. Il 5 gennaio 2015 Somfy ha ceduto il 46,1% della quota che deteneva del gruppo CIAT all’americana UCT (United Technologies Corporation). Nel dicembre 2017, il gruppo Somfy e Legrand hanno annunciato una partnership per offrire servizi ancora più performanti ai loro clienti. Nel 2019, Somfy rinnova la partnership con il Gruppo Liébot rispetto ad un nuovo utilizzo, la ventilazione naturale e sicura per una migliore qualità dell'aria interna e presenta la prima anta scorrevole motorizzata e connessa. Questa nuova gamma di offerte, raggruppate nel programma «Somfy air», apre al Gruppo un nuovo mercato dal potenziale importante. Nel dicembre 2020, Somfy acquisisce il 60% delle parti di Repar’stores, un’azienda francese specializzata nella riparazione di tapparelle. Nel corso dell’anno contabile 2019-2020 Repar’stores, leader nel mercato francese, ha registrato un utile netto di 28,5 milioni di euro.

## Borsa
Dal 2002 le azioni di Somfy sono quotate su Euronext Paris (Codice ISIN FR0013199916).

## Partecipazione azionaria
Al 31 dicembre 2019.
| Nome                                      | Azioni     | %      |
| JPJS Limited Partnership                  | 19 480 340 | 52,65% |
| JPJ2 SA                                   | 3.376.695  | 9,13%  |
| Società finanziaria industriale           | 1.653.875  | 4,47%  |
| Famiglia Despature e altri                | 1.557.321  | 4,21%  |
| Manacor Dev Pte Ltd                       | 647.502    | 1,75%  |
| Azioni proprie                            | 2.616.647  | 7,07%  |
| Altri azionisti nominativi e al portatore | 7 667 620  | 20,72% |

## Gestione
- Presidente del consiglio di amministrazione: Jean Guillaume Despature
- Membro del consiglio di amministrazione e direttore finanziario: Pierre Ribeiro

## Siti di produzione
- SITEM (Tunisia)
- SOMFY (Francia)
- SIMU (Francia)
- SOPEM (Polonia)
- LIANDA (Cina)
- BFT Access Automation (Italia)
- WAY (Italia)
- DOMIS (Francia)